# 1892년 노토 지진
1892년 노토 지진은 1892년 12월 9일 당시 일본 제국 이시카와현 노토반도 서남쪽 해역에서 발생한 지진이다. 노토 서남부 지진(일본어: 能登南西部地震 노토난세이부지신[*])으로도 불린다. 지진 규모는 일본 기상청 규모 기준 M6.4이며 해저에 존재하는 활단층에서 발생한 직하형지진으로 추정된다.

## 지진 기록
이 지진으로 이시카와현 가나자와시 인근에서 일본 기상청 진도 계급 기준 최대진도 4를 관측했다. 진원 인근에서는 더 큰 흔들림을 관측했다고 추정하지만 기록이 적어 확실히 알 수 없다.
지진으로 하쿠이군 다카하마정, 호리마쓰촌 스에키치, 히우치다니촌에서 여러 주택과 토성이 붕괴되었다. 스에키치에서 주택 2채가 전소되어 11명이 사망하고 5명이 부상을 입는 피해가 발생했다.
이틀 뒤인 12월 11일에는 최대여진으로 추정되는 규모 M6.3의 지진이 발생했다.

## 같이 보기
- 노토 군발지진

## 참고 문헌
- 石川県の地震活動の特徴（地震本部/日本政府地震調査研究本部）
- 野々市市地域防災計画（野々市市）
- 石川県を襲った地震（国土交通省北陸地方整備局）